# Rustroff
Rustroff település Franciaországban, Moselle megyében. Lakosainak száma 651 fő (2022. január 1.). Rustroff Apach, Kirsch-lès-Sierck, Montenach és Sierck-les-Bains községekkel határos.

## Népesség
A település népessége az elmúlt években az alábbi módon változott:
| Lakosok száma | 570  | 466  | 550  | 567  | 593  | 604  | 612  | 624  | 630  | 651  |
|               | 1968 | 1982 | 1990 | 2006 | 2013 | 2015 | 2017 | 2019 | 2020 | 2022 |